# Унгуроаја (Ботошани)
Унгуроаја (рум. Unguroaia) насеље је у Румунији у округу Ботошани у општини Кристешти. Oпштина се налази на надморској висини од 146 m.

## Становништво
Према подацима из 2002. године у насељу је живело 185 становника, од којих су сви румунске националности.